# Національно-історичний парк Гарперс-Феррі
Національно-історичний парк Гарперс-Феррі (англ. Harpers Ferry National Historical Park) — спочатку Національний пам'ятник Гарперс-Феррі, розташований у місці злиття річок Потомак і Шенандоа в Гарперс-Феррі (Західна Вірджинія, США), та його околицях. Парк включає історичний центр Гарперс-Феррі, відомий як ключовий промисловий район 19-го століття та місце невдалого аболіціоністського повстання Джона Брауна щодо скасування смертної кари. Парк містить найбільш відвідуване історичне місце в штаті Західна Вірджинія, форт Джона Брауна.
Парк включає землі в долині Шенандоа в округах Джефферсон (штат Західна Вірджинія), Вашингтон (штат Меріленд) і Лаудун (штат Вірджинія). Парк знаходиться під управлінням Служби національних парків, агентства Міністерства внутрішніх справ США. Спочатку названий Національним пам'ятником Гарперс-Феррі (англ. Harpers Ferry National Monument) у 1944 році, парк був оголошений Національним історичним парком Конгресом США у 1963 році. Складаючись з майже 4 000 акрів (16 км2), він включає місце, про яке Томас Джефферсон одного разу написав: «Проходження Потомака через Блакитний хребет є, мабуть, одним з найвеличніших видовищ у природі» після відвідин цієї місцевості у 1783 р. Завдяки поєднанню історичних подій і широких рекреаційних можливостей, і все це в межах 50 миль (80 км) від Вашингтона, округ Колумбія, парк був внесений до внесений до Національного реєстру історичних місць США 15 жовтня 1966 р. У 2017 р. директором парку був Тайрон Брендіберг.
Спочатку парк планувався як меморіал Джону Брауну, відповідальному за найвідоміший інцидент в історії Гарперс-Феррі — рейд 1859 рокута захоплення федерального складу зброї. У 1930-х роках чиновники Служби національних парків зосередилися на рейді Джона Брауна і Громадянській війні, щоб виправдати придбання частини Гарперс-Феррі під історичний і військовий парк. Проти цього виступили такі організації, як «Об'єднані дочки Конфедерації» та «Сини ветеранів Конфедерації».

## Рання історія
Історія корінних американців у цьому регіоні сягає щонайменше 8 000 років тому. Народ Тускарора був останнім з відомих корінних народів, які населяли цю територію у великій кількості, фактично зникнувши на початку 18-го століття. Один європейських іммігрантів, Роберт Гарпер, отримав патент на землю від законодавчих зборів Вірджинії в 1751 році, оскільки до 1863 року Західна Вірджинія все ще була частиною Вірджинії. Спочатку місто було відоме під назвою Shenandoah Falls at Mr. Harper's Ferry (Водоспади Шенандоа на поромній переправі містера Гарпера) у 1763 році завдяки поромному бізнесу, яким керував Роберт Гарпер.
Сьогодні оригінальний будинок, побудований Робертом Гарпером, є найстарішою спорудою, що залишилася в нижній частині парку. Джордж Вашингтон відвідав цю місцевість під час своєї подорожі до місця злиття річок у 1785 році, шукаючи водний шлях для перевезення товарів на захід. Пізніше Вашингтон розпочав будівництво на цьому місці федерального збройового заводу Harpers Ferry Armory, який використовував енергію річок у виробничих цілях.
Завдяки використанню прецизійних форм і пристосувань, це було одне з місць народження точного виробництва, що дозволило стандартизувати озброєння і пов'язане з ним механічне обладнання, а також зробити деталі взаємозамінними. Згодом Джеймс Бартон розробив сучасну кулю, яка замінила круглу свинцеву кулю, і це вдосконалення було прийняте на озброєння армії США у 1855 році. З 1801 по 1860 рік на зброярні Harpers Ferry Armory працювало до 400 робітників, і вона виготовила понад півмільйона мушкетів і гвинтівок.

## Рейд Джона Брауна і громадянська війна у США

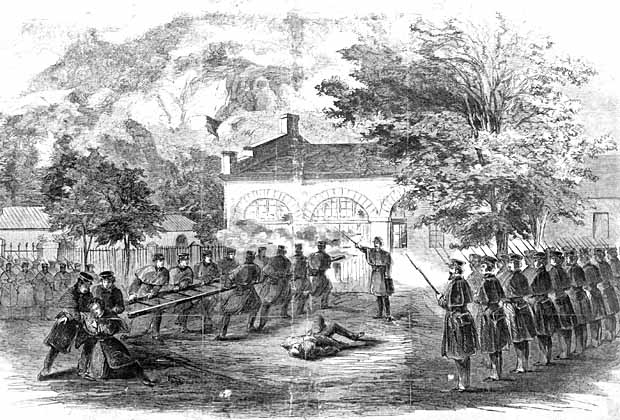
Ілюстрація Harper's Weekly, як морські піхотинці США атакують «Форт» Джона Брауна

З 16 по 18 жовтня 1859 року аболіціоніст Джон Браун очолив рейд на арсенал у Гарперс-Феррі, маючи намір озброїти рабів і підняти їх на широкомасштабне повстання проти американських військ з метою повалення рабства у південних штатах. Ця подія, яку дехто вважає провісником Громадянської війни, призвела до того, що Браун і його група з 22 осіб зрештою зазнала поразки від морської піхоти конфедератів під керівництвом полковника Роберта Лі. Піхотинці захопили його в арсеналі, після чого Брауна повісили. Історичною будівлею, що залишилася від рейду Джона Брауна, є пожежна частина, яка зараз називається Форт Джона Брауна, де він чинив опір морським піхотинцям. Рейд став першою національною кризою, в якій були використані можливості швидкого поширення новин нещодавно винайденого електричного телеграфу. Журналісти швидко зв'язалися з Гарперс-Феррі та надали оновлену інформацію про ситуацію в режимі реального часу. Така оперативність висвітлення підкреслила мінливе середовище новинних репортажів. Цікаво, що в сучасних звітах для опису цієї події використовувалися найрізноманітніші терміни, але слова «рейд» серед них не було. Такі слова, як «повстання», «бунт» і «зрада», були більш поширені.

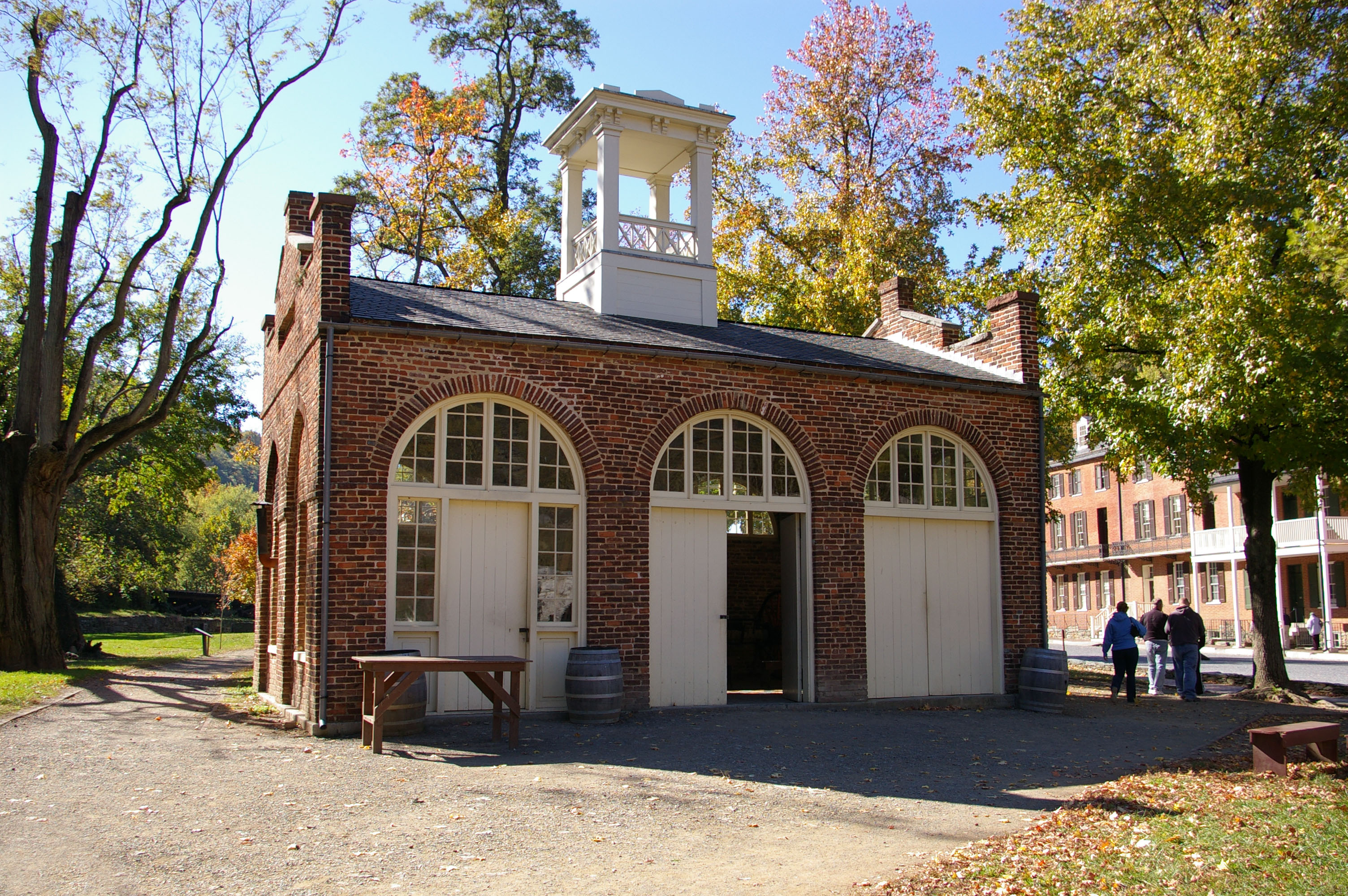
Форт Джона Брауна сьогодні

Громадянська війна в США (1861—1865) зустріла Гарперс-Феррі на кордоні між військами Союзу та Конфедерації. Стратегічне розташування вздовж цього кордону та цінна виробнича база були бажаною стратегічною ціллю для обох сторін, але особливо для Півдня через відсутність на його території виробничих центрів. Як наслідок, місто переходило з рук в руки щонайменше вісім разів протягом війни. Війська Союзу залишили місто одразу після того, як штат Вірджинія вийшов зі складу Союзу, спаливши арсенал і захопивши 15 000 гвинтівок. Полковник Томас Джексон, який згодом стане відомим як «Кам'яна стіна», через тиждень закріпив регіон за конфедератами і відправив більшу частину виробничого обладнання на південь. Наступні два місяці Джексон готував свої війська та будував укріплення, але отримав наказ відступити на південь і схід, щоб допомогти П. Г. Т. Борегару в Першій битві при Булл-Рані. Війська Союзу повернулися, зайняли місто і почали відбудовувати частини арсеналу. Томас Джексон, тепер уже генерал-майор, повернувся у вересні 1862 року за наказом Роберта Лі, щоб знову захопити арсенал, а потім приєднатися до армії Лі на півночі в Меріленді. Атака Джексона на федеральні війська під час битви при Гарперс-Феррі призвела до капітуляції 12 500 солдатів Союзу, що стало найбільшою кількістю полонених, взятих в полон за один раз під час війни. Місто переходило з рук в руки ще кілька разів протягом наступних двох років.

## Коледж Сторера

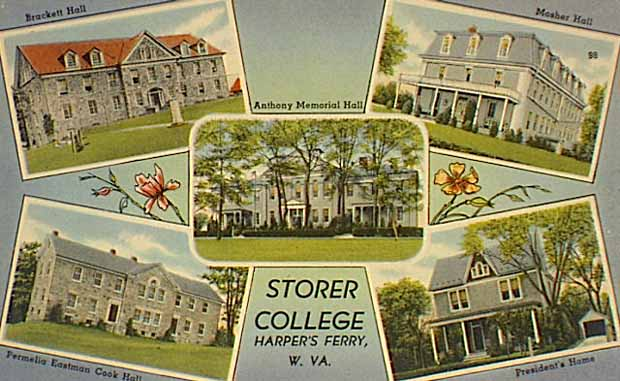
Листівка коледжу Сторера (1910)

Коледж Сторер був побудований у Гарперс-Феррі як одна з перших інтегрованих шкіл у США. Фредерік Дуглас служив опікуном коледжу і виголосив там пам'ятну промову на тему Джона Брауна у 1881 році. Подальші місцеві закони, відомі як «Закони Джима Кроу», спонукали інших афроамериканських лідерів, таких як доктор Вільям Дюбойс, провести другу конференцію Ніагарського руху (родоначальника NAACP) у школі в 1906 році, щоб обговорити шляхи мирної боротьби з узаконеною дискримінацією та сегрегацією. Після закінчення шкільної сегрегації в 1954 році, коледж Сторер закрився наступного року. Те, що залишилося від кампусу коледжу Сторер, зараз знаходиться під управлінням Служби національних парків, як частина Національного історичного парку Гарперс-Феррі, Центру Гарперс-Феррі та Навчального центру Стівена Т. Мазера.

## Парк сьогодні

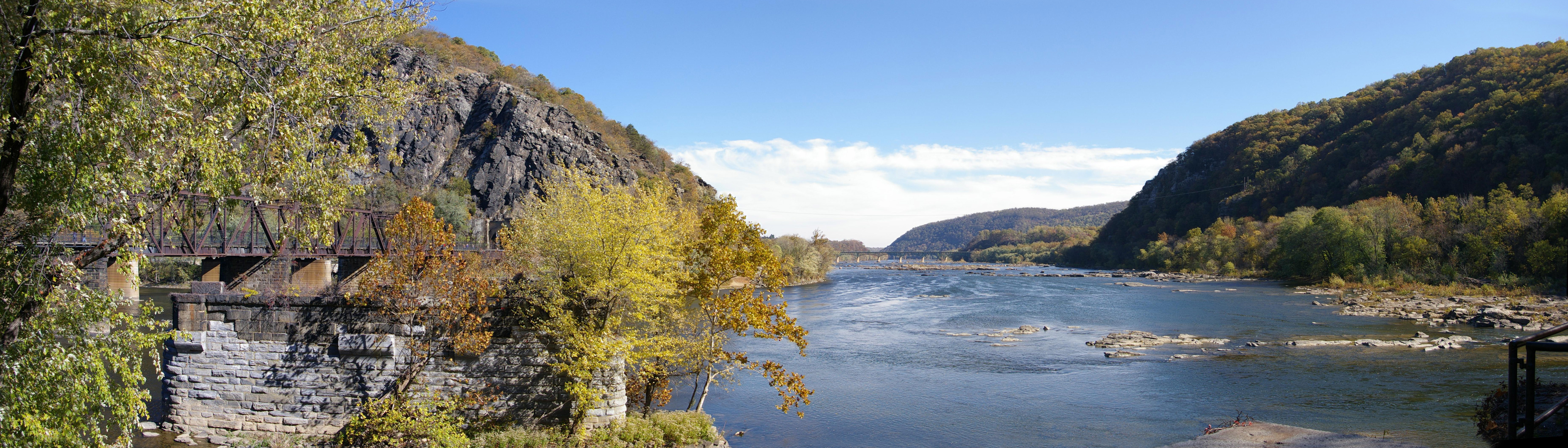
Панорамне зображення річки Шенандоа та залізничного мосту через Потомак на Гарперс-Феррі

Кілька історичних музеїв зараз займають відреставровані будівлі 19 століття в історичному районі Нижнього міста Гарперс-Феррі. Щороку парк відвідують майже півмільйона людей (для порівняння, Вашингтон, округ Колумбія, щороку відвідують 15 мільйонів людей). На північ від парку і через Потомак від Гарперс-Феррі розташований Національний історичний парк «Канал Чесапік і Огайо». Канал, який діяв з 1828 по 1924 рік, забезпечував життєво важливе водне сполучення з територіями вище і нижче за течією до і в перші роки після появи залізниці. Сьогодні до буксирної доріжки каналу і парку, які забезпечують доступ до ділянки Меріленд Хайтс, можна дістатися пішки від Гарперс-Феррі через пішохідний міст, збудований Службою національних парків поряд з коліями залізничного мосту через Потомак, або автомобілем, рухаючись на схід від Гарперс-Феррі по трасі США 340 до точок доступу біля Санді-Гук, штат Меріленд. Окрім історичних цікавин парку, рекреаційні можливості включають риболовлю, катання на човнах і рафтинг, а також піші прогулянки, оскільки через парк проходить Аппалачська стежка. Парк межує з історичним районом Гарперс-Феррі, а також з двома іншими місцями, внесеними до Національного реєстру історичних місць США: Римо-католицькою церквою Святого Петра та залізничною переправою через річку Потомак. 6 червня 2016 року Національний історичний парк Гарперс-Феррі був представлений у третьому випуску 2016 року серії «Двадцяти п'яти центові монети Прекрасна Америка» (англ. America the Beautiful quarters). Посередині монети зображено форт Джона Брауна, а на зовнішній стороні — рік (2016), місце розташування (Гарперс-Феррі) та штат (Західна Вірджинія). Ця монета є 33-м монетою, випущеною у серії «America the Beautiful Park Quarter».
Фонд громадянської війни (підрозділ Американського фонду поля битви) та його партнери придбали і зберегли 542 акра (2,19 км2) поля битви в результаті дев'яти придбань. Більша частина цієї землі була продана або передана Службі національних парків і включена до складу парку.
Парк був повністю внесений до Національного реєстру історичних місць 15 жовтня 1966 року. 10 травня 2016 року відбулося розширення парку.

## Пам'ятки Нижнього міста

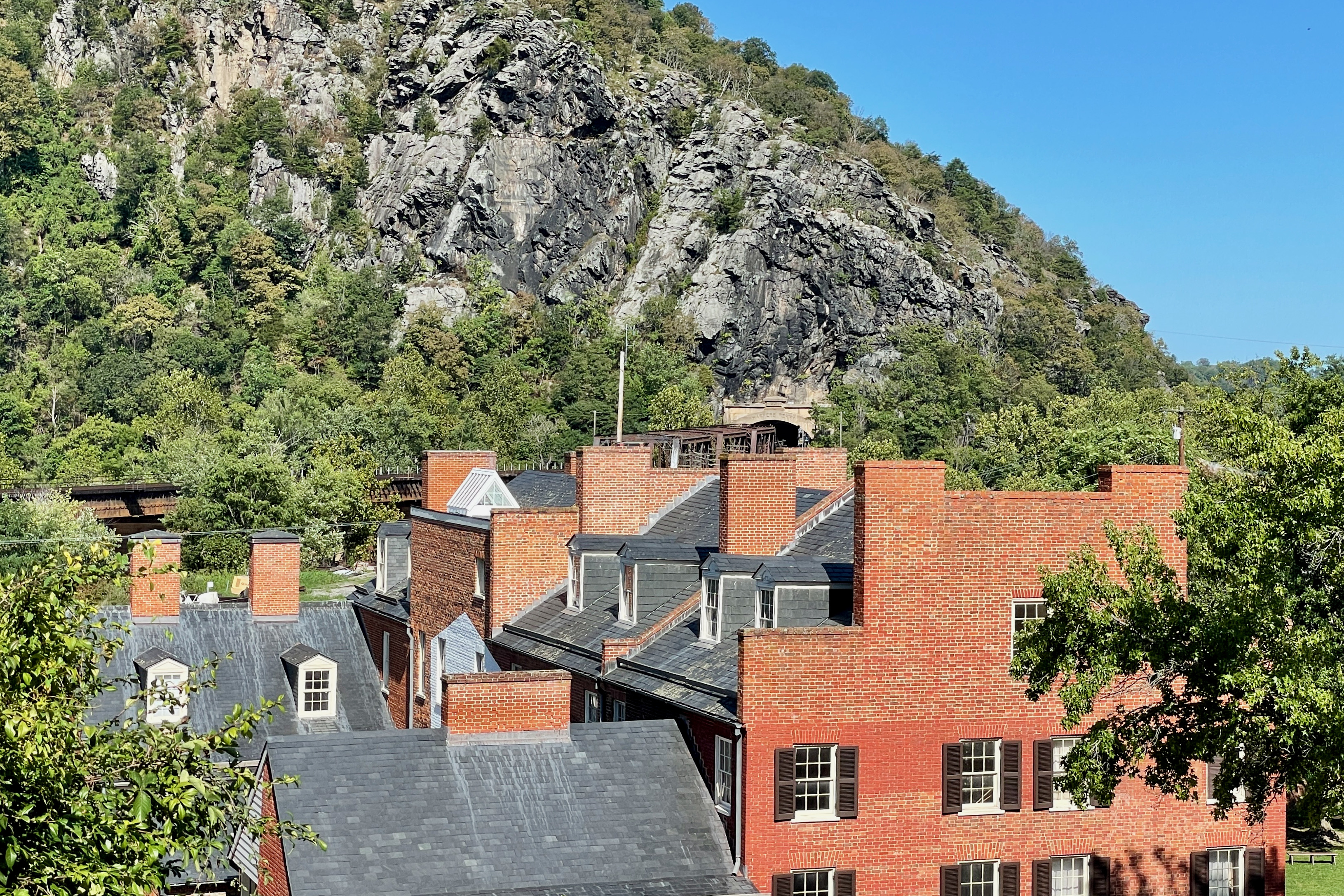
Огляд Нижнього міста з видом на Меріленд-Гайтс

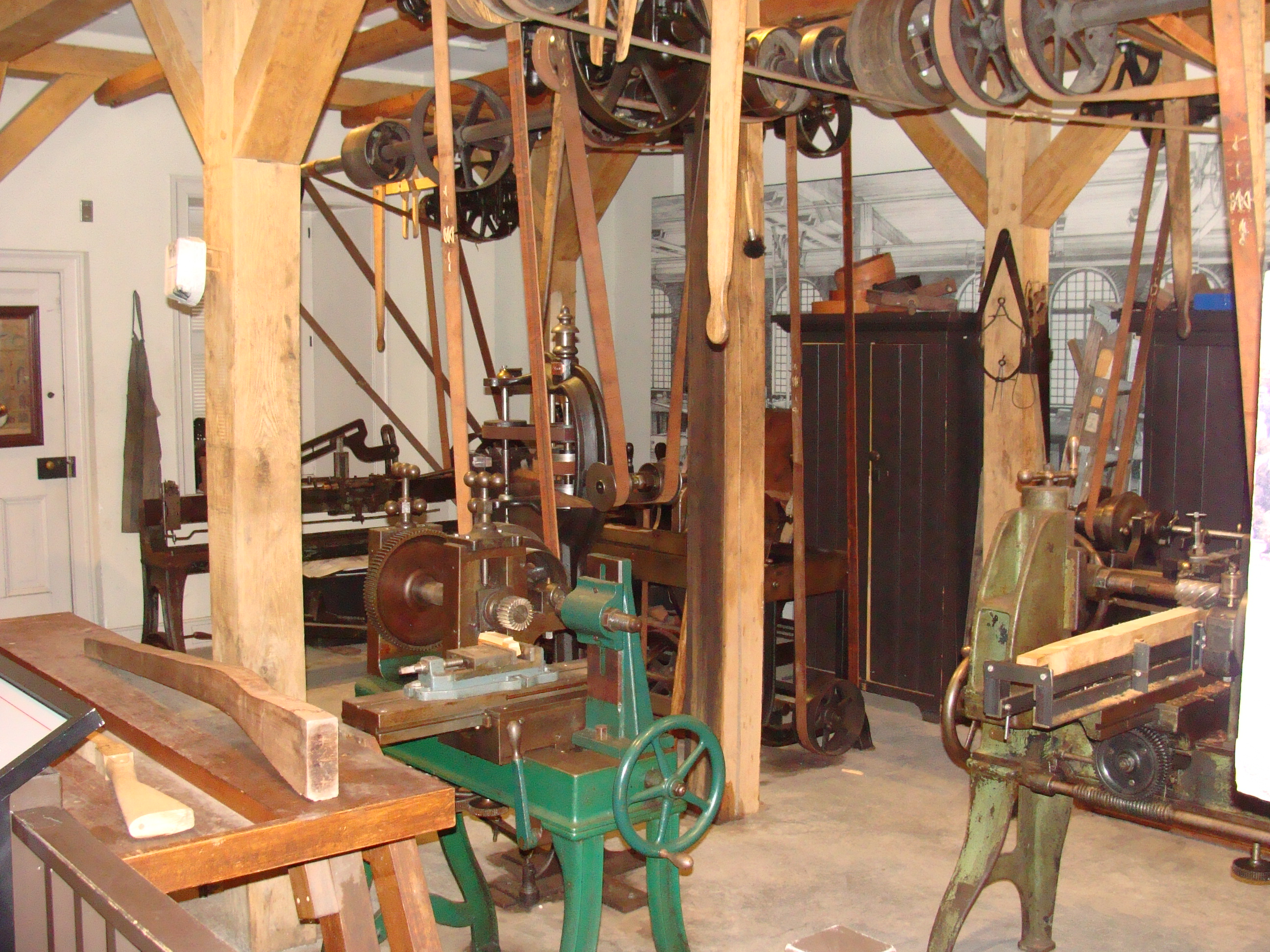
Відтворення зброярського цеху XIX ст

Пам'ятки Нижнього міста зосереджені там, де річка Шенандоа впадає в річку Потомак, і проходять вздовж Шенандоа-стріт, Потомак-стріт і Хай-стріт.
- Інформаційний центр
- Музей реставрації
- Магазин одягу Франкеля
- Музей промисловості
- Книгарня
- Ковальський цех
- Вулиця Гамільтон
- Музей «Місце в часі».
- Офіс маршала
- Пансіон Стіпса
- Магазин галантереї
- Арсенальна площа
- Форт Джона Брауна
- Точка
- Музей Джона Брауна
- Музей водно-болотних угідь
- Коледж Сторера / Музей Ніагарського руху
- Виставка годинників і ювелірних виробів А. Бертона
- 1862 Битва при Гарперсі
- Музей парому
- Виставка кондитерських виробів
- Музей громадянської війни
- Музей чорних голосів
- Таверна «Біла зала».
- Виставка Мерівезера Льюїса
- Будинок Гарпера
- Джефферсон Рок
- Цвинтар Гарпер

## Острів Вірджінія
До Громадянської війни острів Вірджінія був процвітаючим промисловим центром, що працював на воді. Економічно він завжди був частиною Гарперс-Феррі, а станція Гарперс-Феррі залізниці Вінчестер і Потомак була на острові Вірджінія, через який пролягала її колія; залізнична лінія, хоча й перебудована, все ще використовується щодня. Промисловість острова занепала після Громадянської війни, а наступні повені зруйнували підприємства. Після повені 1936 року на острові не залишилося жодної вцілілої споруди і жодного мешканця.
Служба національного парку відновила промислову та соціологічну історію острова Вірджінія. Багато руїн було відбудовано і підписано, пішохідні мости і стежки підтримуються в належному стані. Острів можна відвідати під час пішохідної екскурсії.

## Галерея

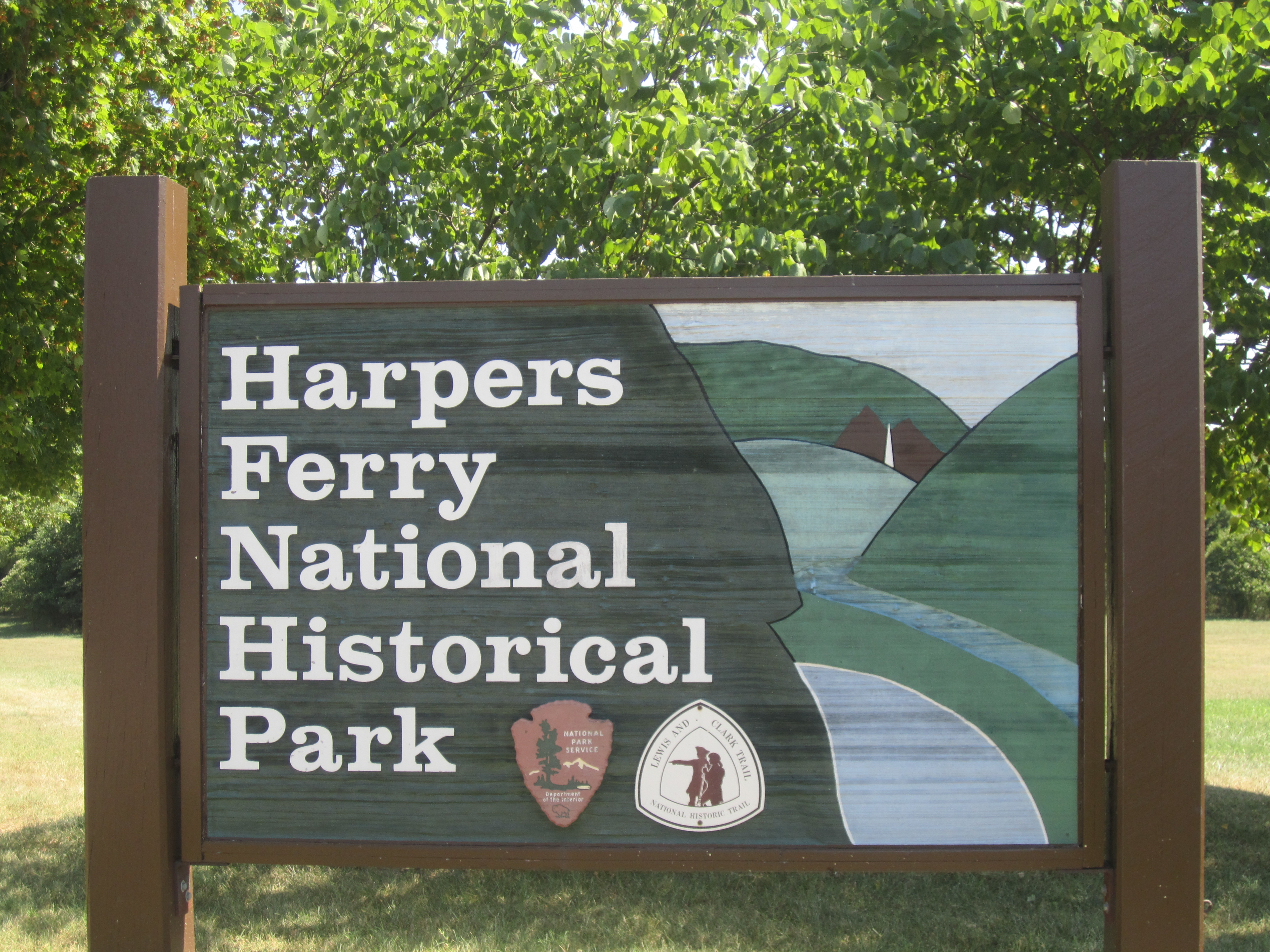
В'їзний знак Гарперс-Феррі
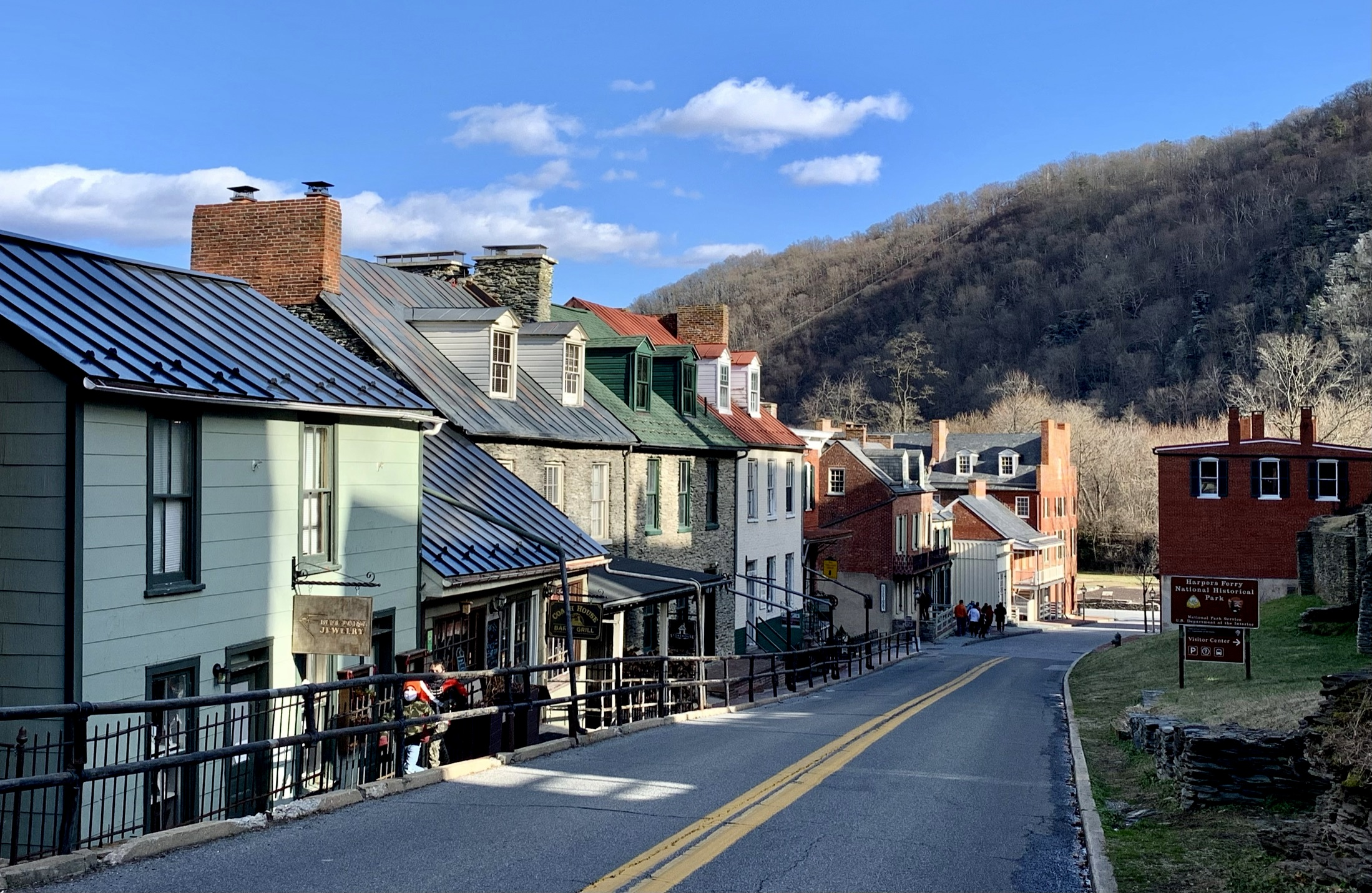
Хай-стріт, вид на північ (вниз) у напрямку річки Потомак і штату Меріленд
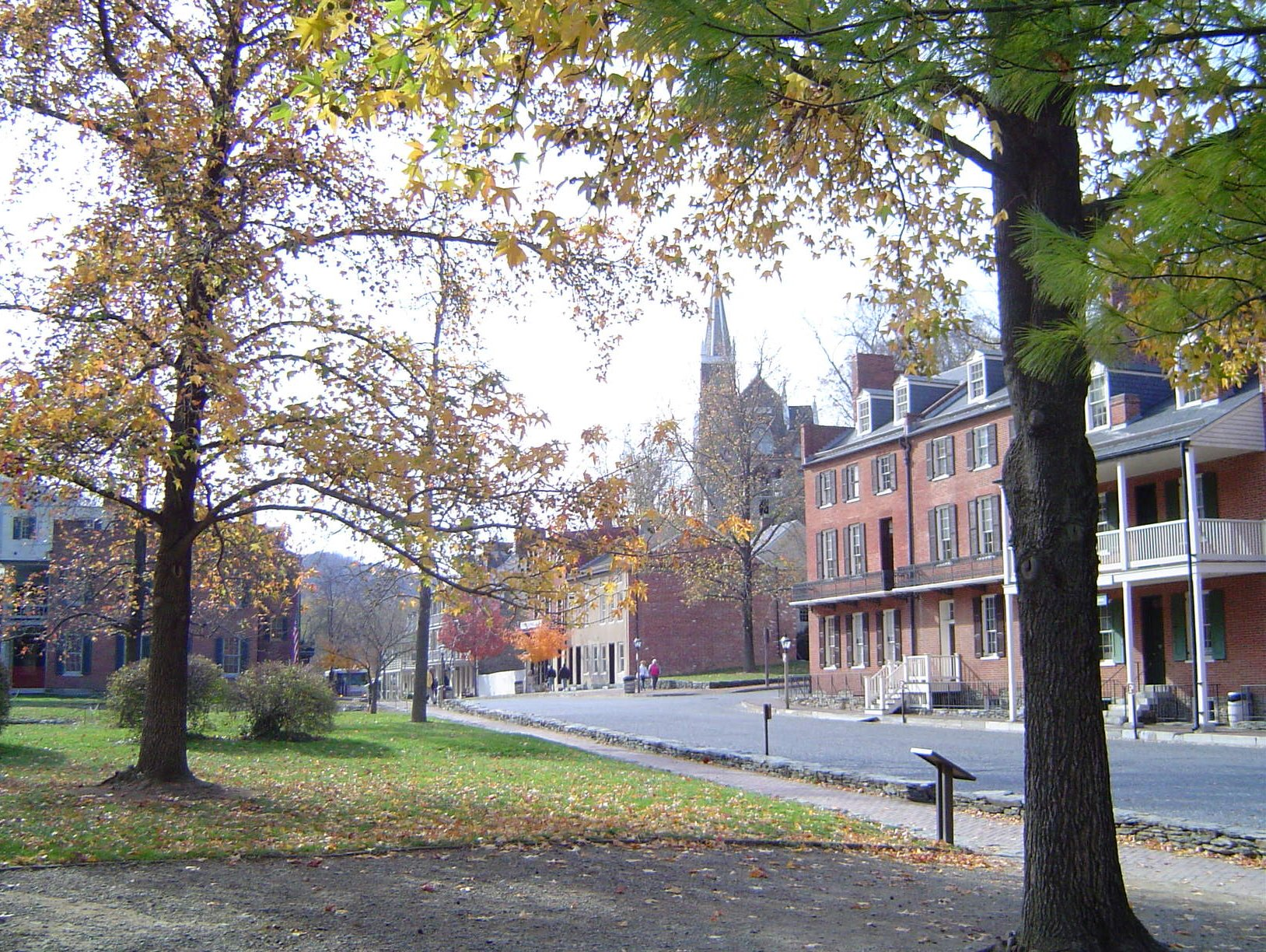
Вулиця Шенандоа та Нижнє місто, вид на південь (угору) у напрямку Західної Вірджинії
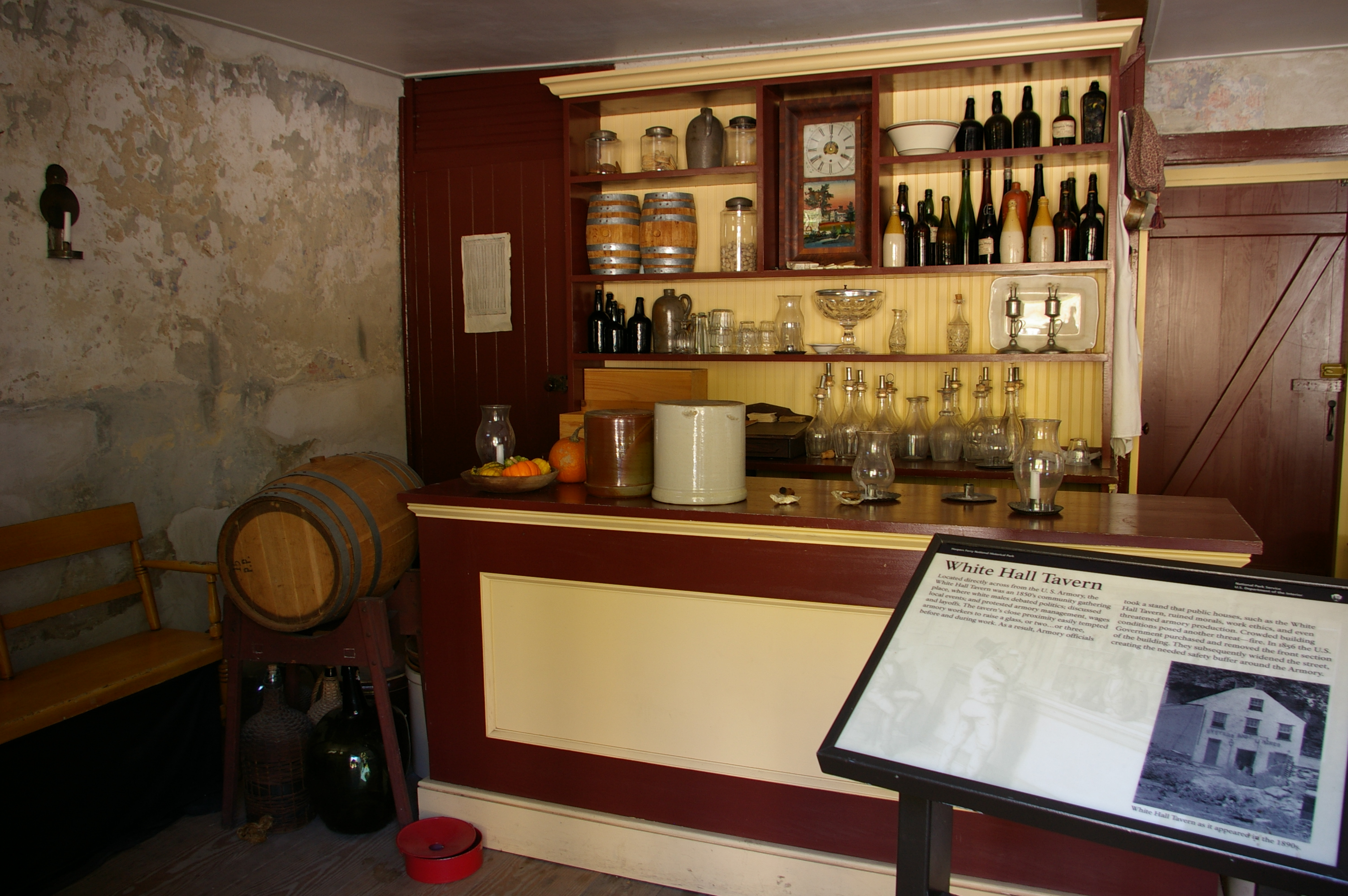
Таверна «Біла зала».
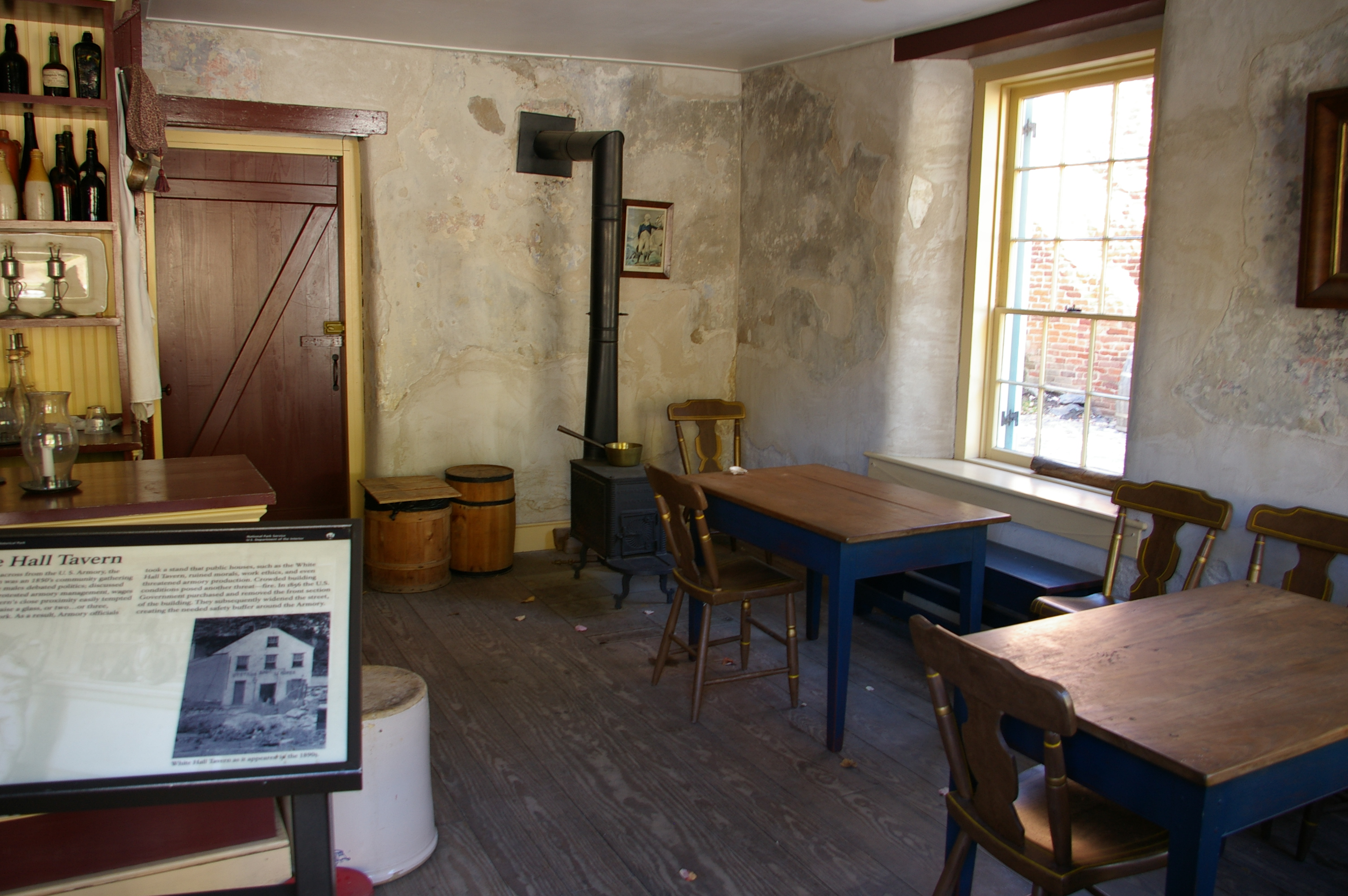
Таверна «Біла зала».
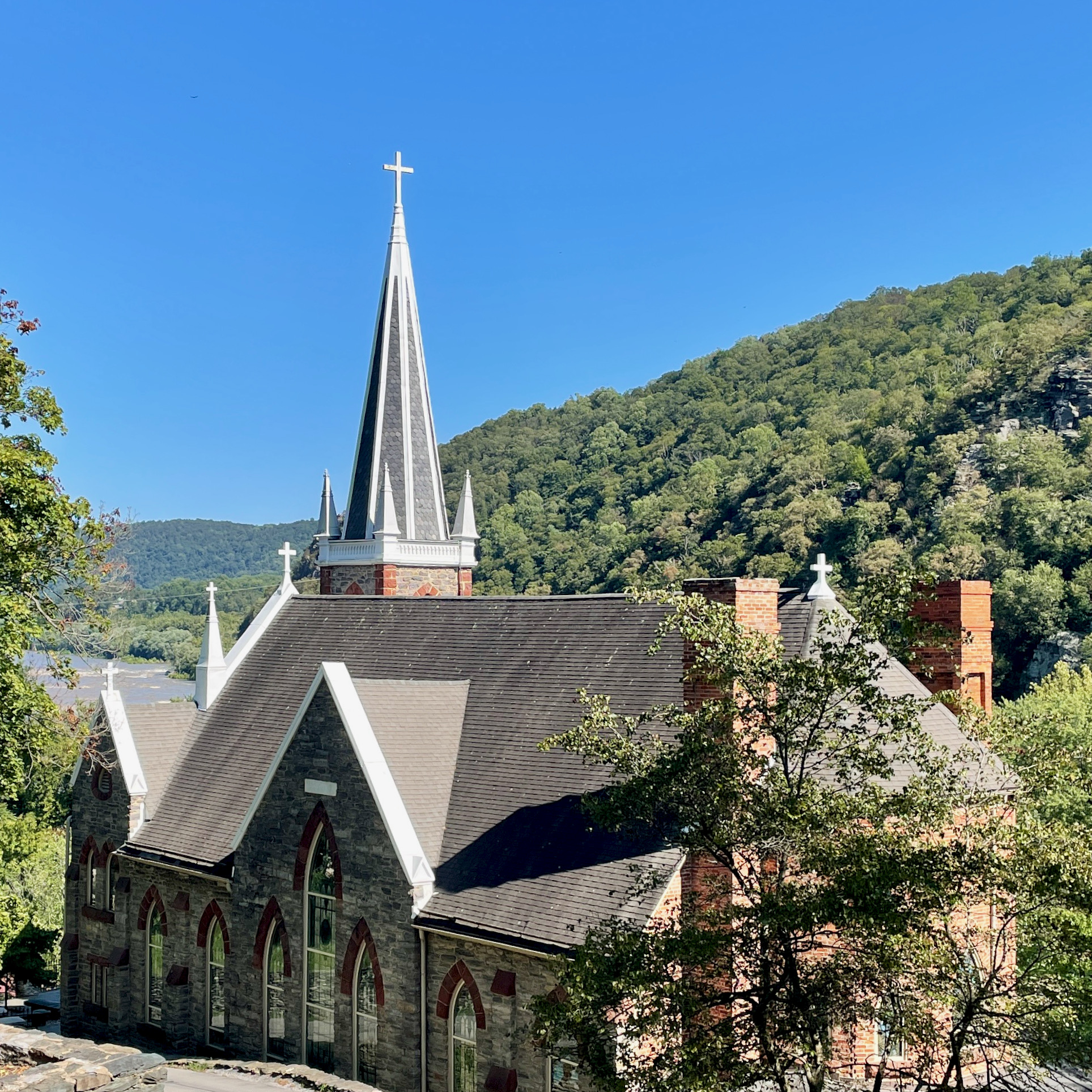
Католицький костел Святого Петра
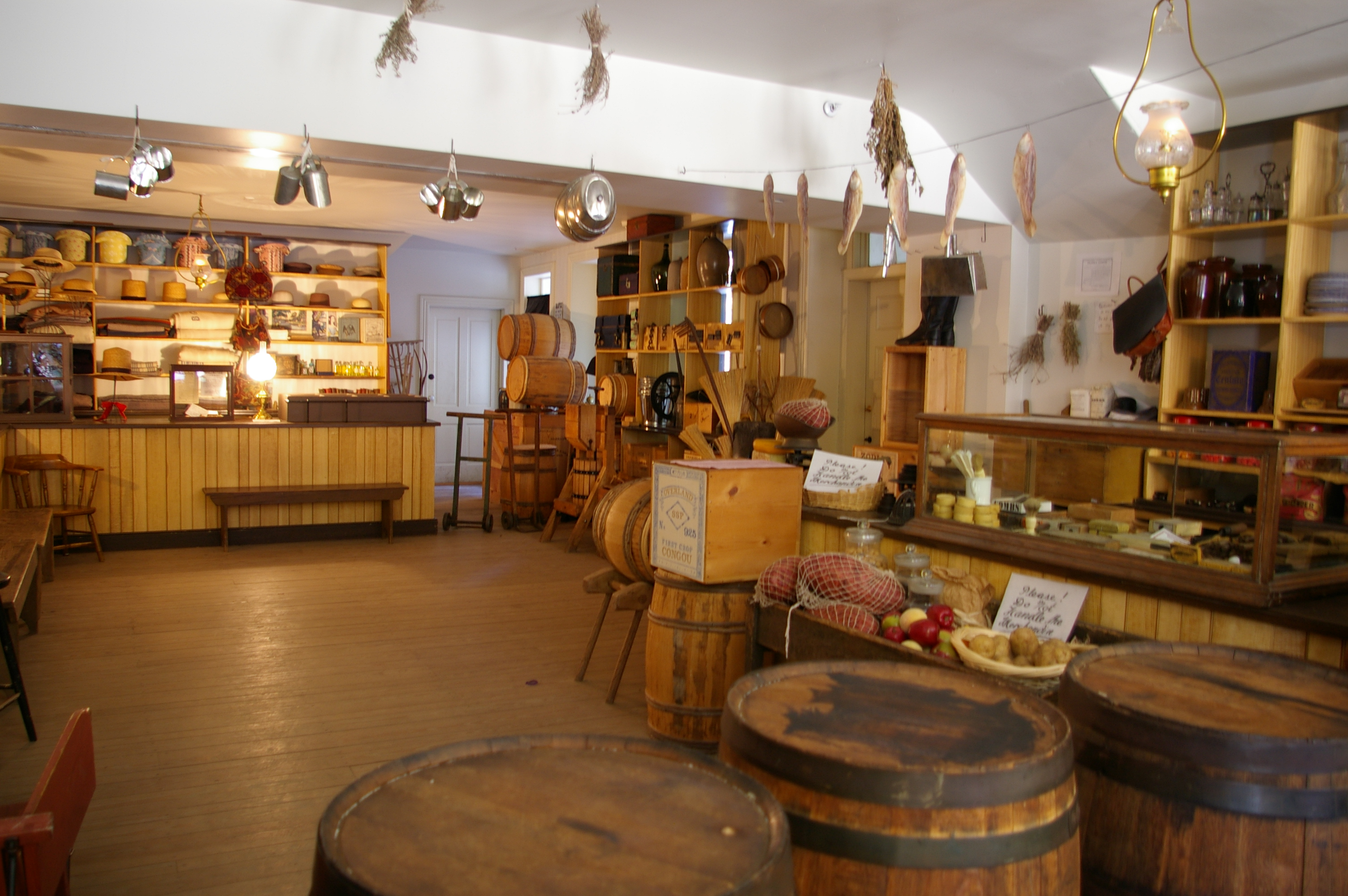
Магазин галантереї
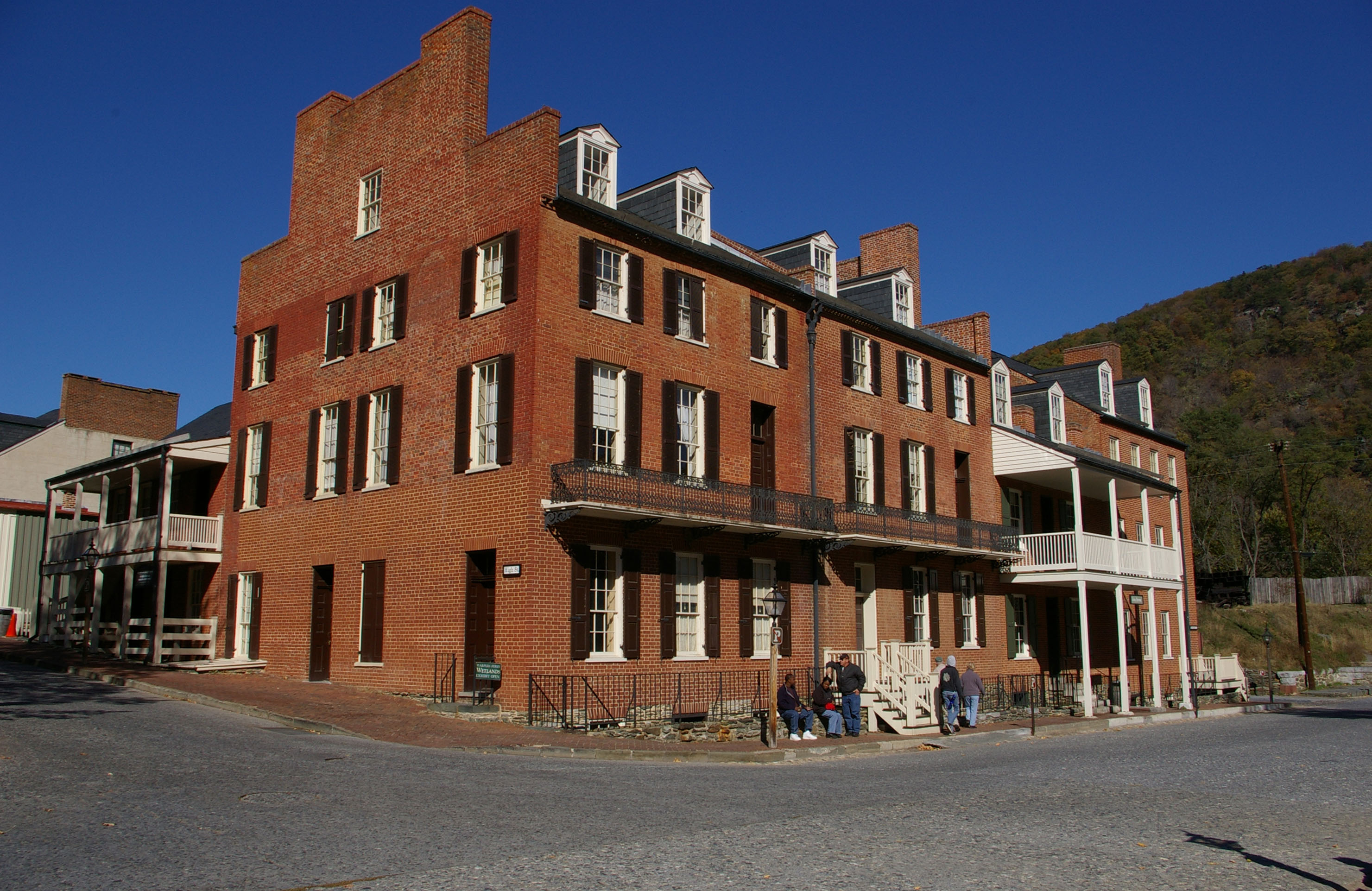
Виставка водно-болотних угідь
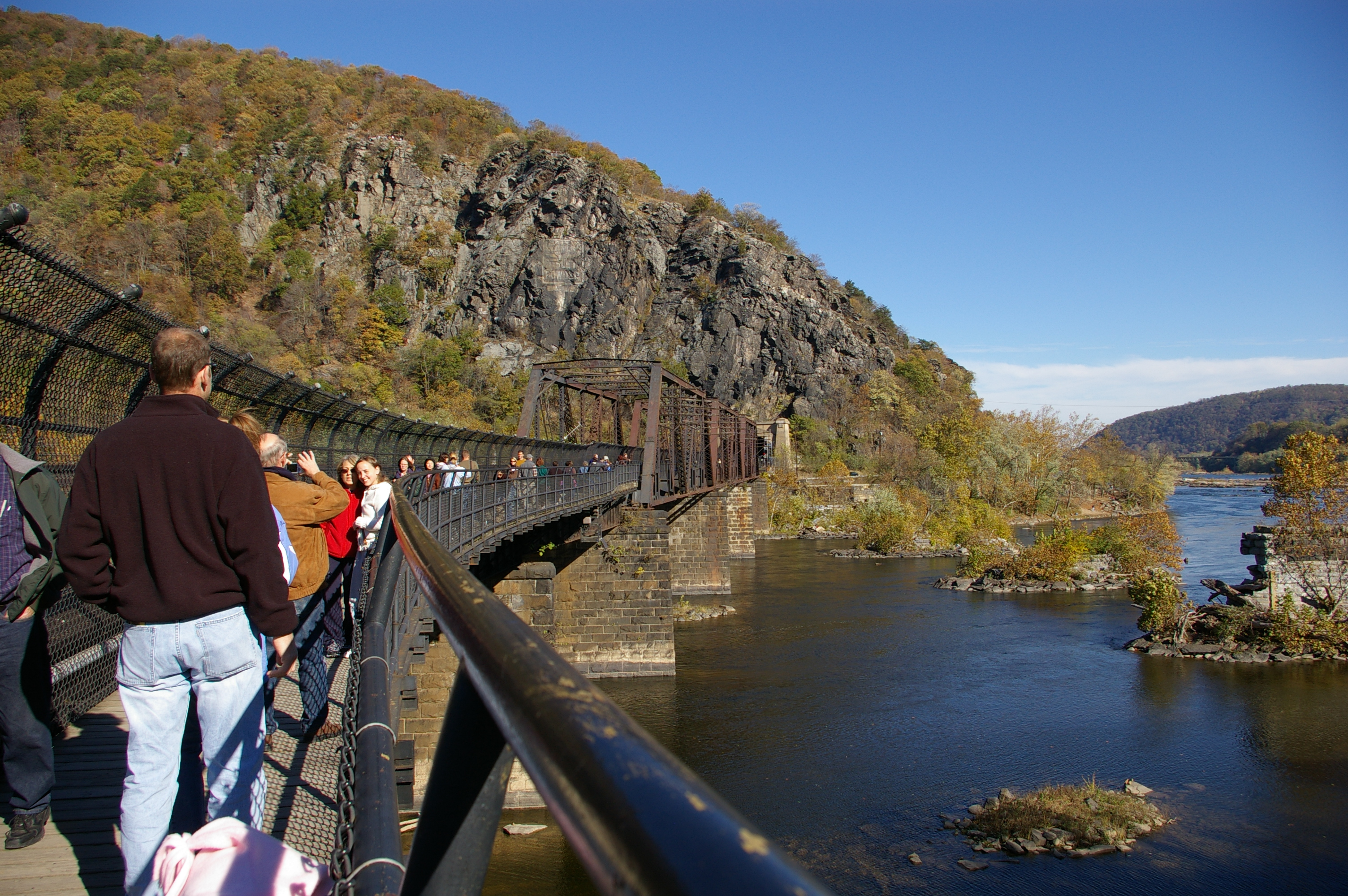
Залізничний міст перетинає річку Потомак на краю парку
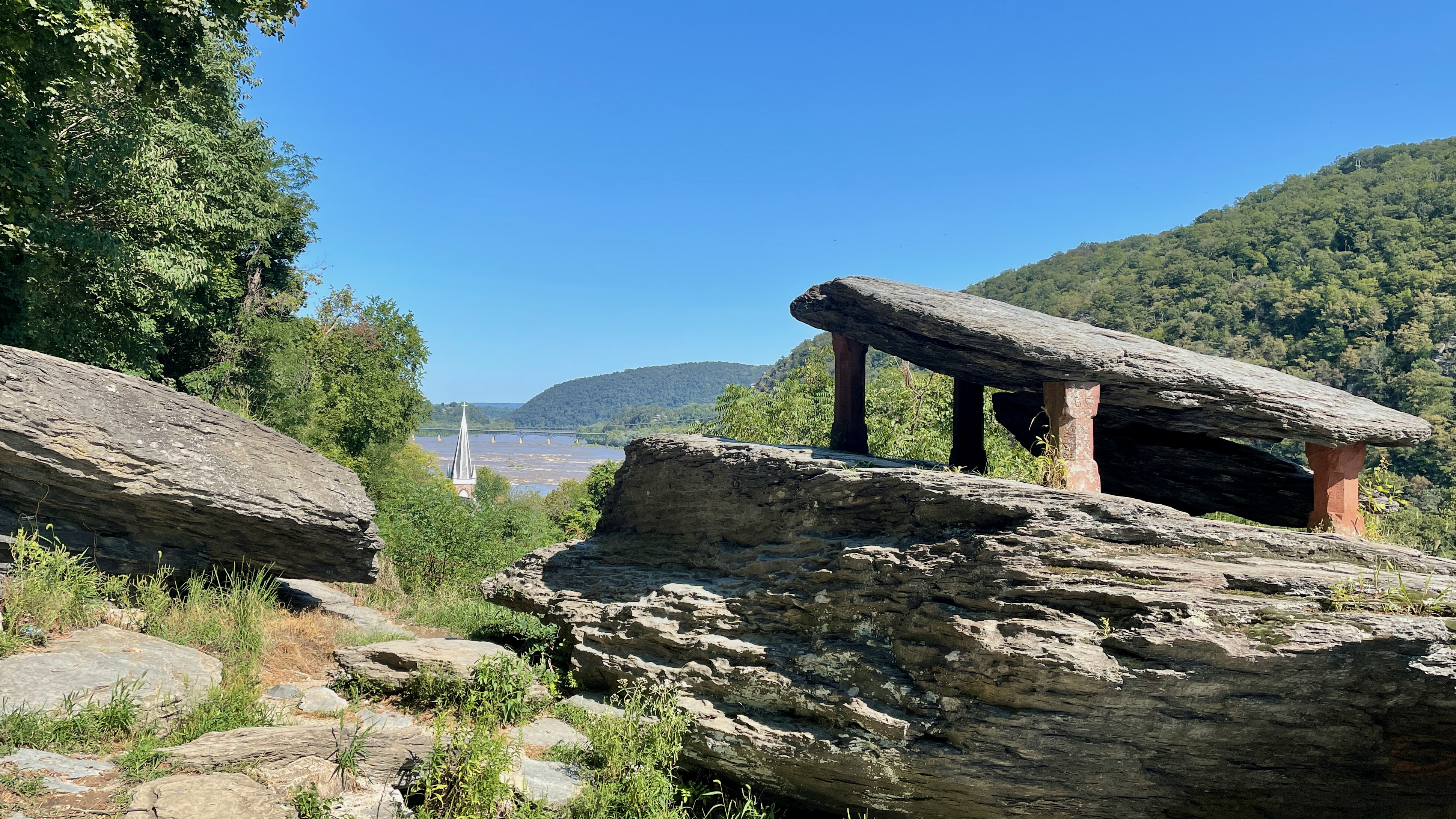
Вид з скелі Джефферсон
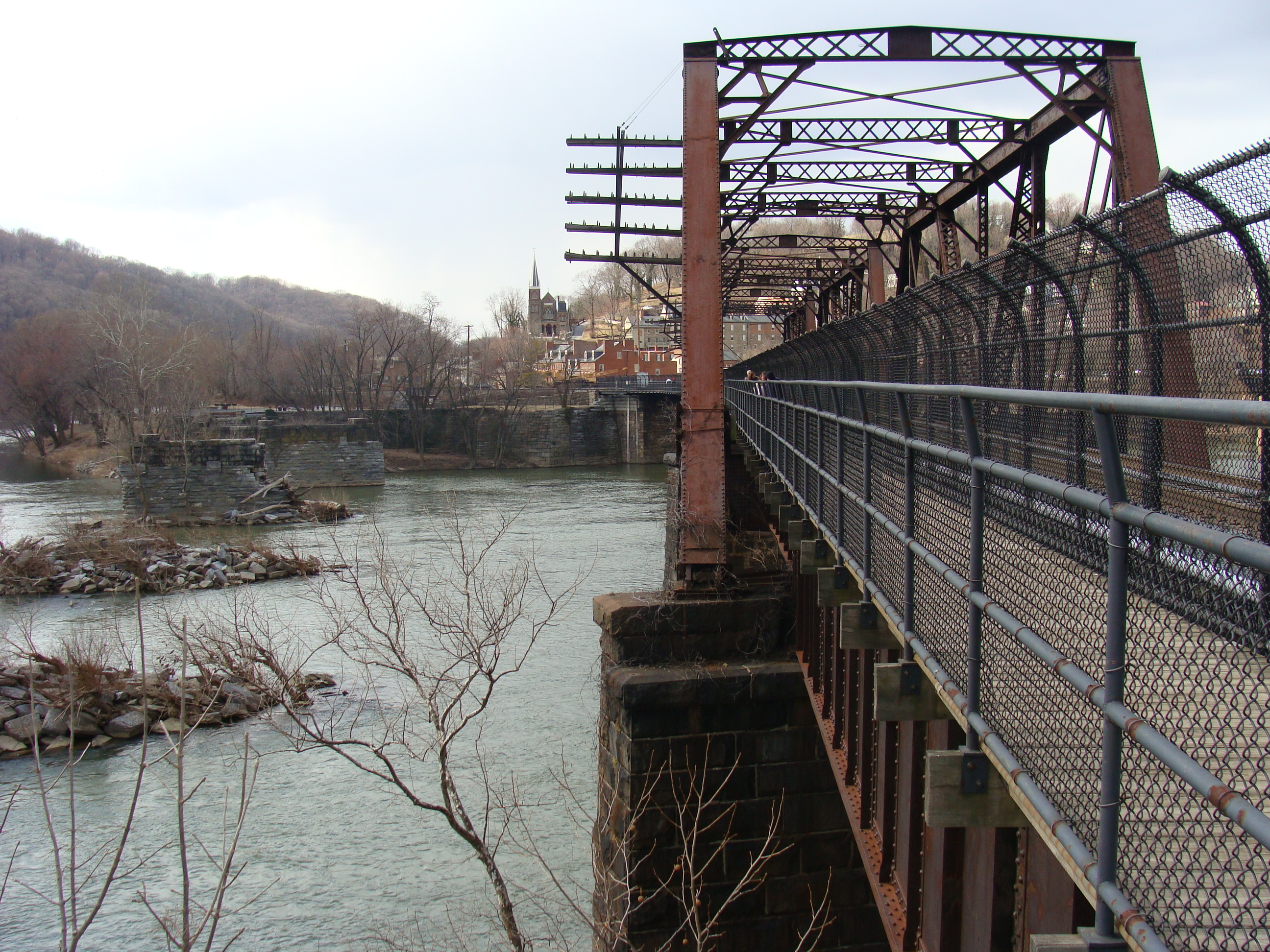
Вид з Меріленд-Хайтс